# Bruno W. Pantel
Pour les articles homonymes, voir Pantel.
Bruno Walter Pantel (né le 17 mars 1921 à Berlin, mort le 30 novembre 1995 à Munich) est un acteur allemand.

## Biographie
Le fils du magicien Benno Pantel-Patrix suit d'abord une formation de moniteur d'auto-école puis travaille dans un laboratoire pharmaceutique. Par ailleurs, il est maître de cérémonie dans un cabaret berlinois. En 1945, il commence sa carrière d'acteur au Berliner Theater. Il est engagé ensuite au Hebbel-Theater et au Bayerisches Staatsschauspiel. Dans les années 1950, il anime l'émission Kaffeetafel sur RIAS avec Hans Rosenthal et Kurt Pratsch-Kaufmann. Il est membre de la troupe du cabaret Senftöpfchen à Munich.
Il commence sa carrière au cinéma en 1952. Il interprète de nombreux grands et petits rôles dans des films de genres différents.
Après un accident de scène le 13 avril 1973, Pantel est amputé de sa jambe droite. Il continue à être acteur, mais principalement à la télévision. En 1989, il doit être amputé de la jambe gauche après une attaque cardiaque. Néanmoins, il ne renonce pas à la profession.

## Filmographie partielle
- 1952 : Mikosch rückt ein
- 1953 : Wenn am Sonntagabend die Dorfmusik spielt
- 1955 : Liebe, Tanz und 1000 Schlager
- 1956 : Facteur en jupons
- 1956 : Das Bad auf der Tenne
- 1957 : Der schräge Otto
- 1957 : Tante Wanda aus Uganda
- 1957 : Banktresor 713
- 1958 : Münchhausen in Afrika
- 1958 : Piefke, der Schrecken der Kompanie
- 1959 : Du bist wunderbar
- 1959 : Mélodie et rythme
- 1959 : SOS - Train d'atterrissage bloqué
- 1959 : Freddy, die Gitarre und das Meer
- 1959 : Unser Wunderland bei Nacht (de)
- 1960 : Liebling der Götter
- 1960 : Freddy und die Melodie der Nacht
- 1960 : Les Mystères d'Angkor
- 1960 : Wir Kellerkinder
- 1960 : Le Diabolique Docteur Mabuse
- 1960 : Der letzte Fußgänger (de)
- 1960 : Scheidungsgrund: Liebe
- 1961 : Top secret - C'est pas toujours du caviar
- 1961 : Les Fiancées d'Hitler
- 1961 : Immer Ärger mit dem Bett
- 1962 : Tunnel 28
- 1962 : Sherlock Holmes et le Collier de la mort
- 1963 : L'Attaque du fourgon postal
- 1963 : Le Bourreau de Londres
- 1964 : Freddy und das Lied der Prärie
- 1967 : Le Moine au fouet (Der Mönch mit der Peitsche) d'Alfred Vohrer
- 1971 : Verliebte Ferien in Tirol
- 1972 : Betragen ungenügend!
- 1972 : Hauptsache Ferien (de)
- 1972 : Mensch ärgere dich nicht
- 1973 : Crazy – total verrückt
- 1973 : Ce que les étudiantes ne racontent pas
- 1974 : Drei Männer im Schnee
- 1976 : Die Elixiere des Teufels (de)
- 1976 : Le Pain du boulanger (de)
- 1977 : Das chinesische Wunder
- 1979 : Ein Kapitel für sich
- 1985 : Macho Man

Télévision
- 1967 : Landarzt Dr. Brock: Das Gerücht
- 1969–1971 : Salto Mortale
- 1973 : Vier Fenster zum Garten
- 1977–1993  : Inspecteur Derrick (16 épisodes)
- 1978 : Tatort: Der Mann auf dem Hochsitz
- 1979 : Jauche und Levkojen
- 1981, 1991 : Le Renard (deux épisodes)
- 1990 : Ein Schloß am Wörthersee (deux épisodes)
- 1990 : Regina auf den Stufen
- 1991 : Stein und Bein
- 1992 : Rosen für Afrika